# Waigeo
Waigeo (indonez. Pulau Waigeo) – wyspa w Indonezji na Oceanie Spokojnym; największa z wysp Raja Ampat; powierzchnia 3153,7 km², długość linii brzegowej 691,5 km; ok. 10 tys. mieszkańców. 
Od południa oddzielona cieśniną Dampiera od wyspy Batanta i półwyspu Ptasia Głowa; bardzo rozwinięta linia brzegowa, na północno-wschodnim wybrzeżu rafy koralowe; powierzchnia górzysta (wys. do 993 m n.p.m.); porośnięta lasem równikowym. 
Uprawa palmy kokosowej, sagowca; rybołówstwo i połów strzykw; wydobycie rud niklu; główne miasto Waisai.
Ludność Waigeo posługuje się językami ambel (zwany też syam lub waigeo) i ma’ya (dialekty laganyan, wauyai i kawe). Na wyspie używany jest też język biak (wariant beser), wprowadzony przez migrantów z ludu Biak. Pozostałe znane języki to malajski papuaski i indonezyjski.